# Benjamin Franklin 1c Z-grill

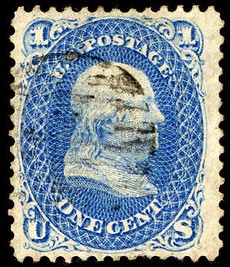
De Benjamin Franklin 1c Z-grill (het exemplaar in de Benjamin Miller Collection)

De Benjamin Franklin 1c Z-grill is de zeldzaamste postzegel van de Verenigde Staten. Er zijn slechts twee exemplaren bekend.
Eén exemplaar bevindt zich in de New York Public Library als onderdeel van de Benjamin Miller collectie; hij was omstreeks 1925 de eerste persoon met een complete collectie postzegels van de Verenigde Staten.
Het andere exemplaar zat in de collectie van Robert Zoellner ($418.000 in 1986), die als tweede persoon een complete collectie van de Verenigde Staten wist aan te leggen. Bij de veiling van zijn collectie in 1998 ging de zegel naar Mystic Stamp Company ($935.000). In oktober 2005 ging de zegel naar financier Bill Gross, in ruil voor een blok Inverted Jenny ter waarde van $3 miljoen. Gross heeft nu een complete verzameling 19e eeuw van de Verenigde Staten. In 2024 liet Gross een deel van zijn verzameling veilen, de Z-grill bracht daarbij 4,4 miljoen dollar op.
Z-grill is een specifiek reliëfpatroon in blinddruk van kleine vierkantjes dat op de zegel was aangebracht om de stempelinkt van het vernietigingsstempel sneller in het papier te laten trekken. Deze aanpak werd al snel weer verlaten.